# Richmond Railway Bridge

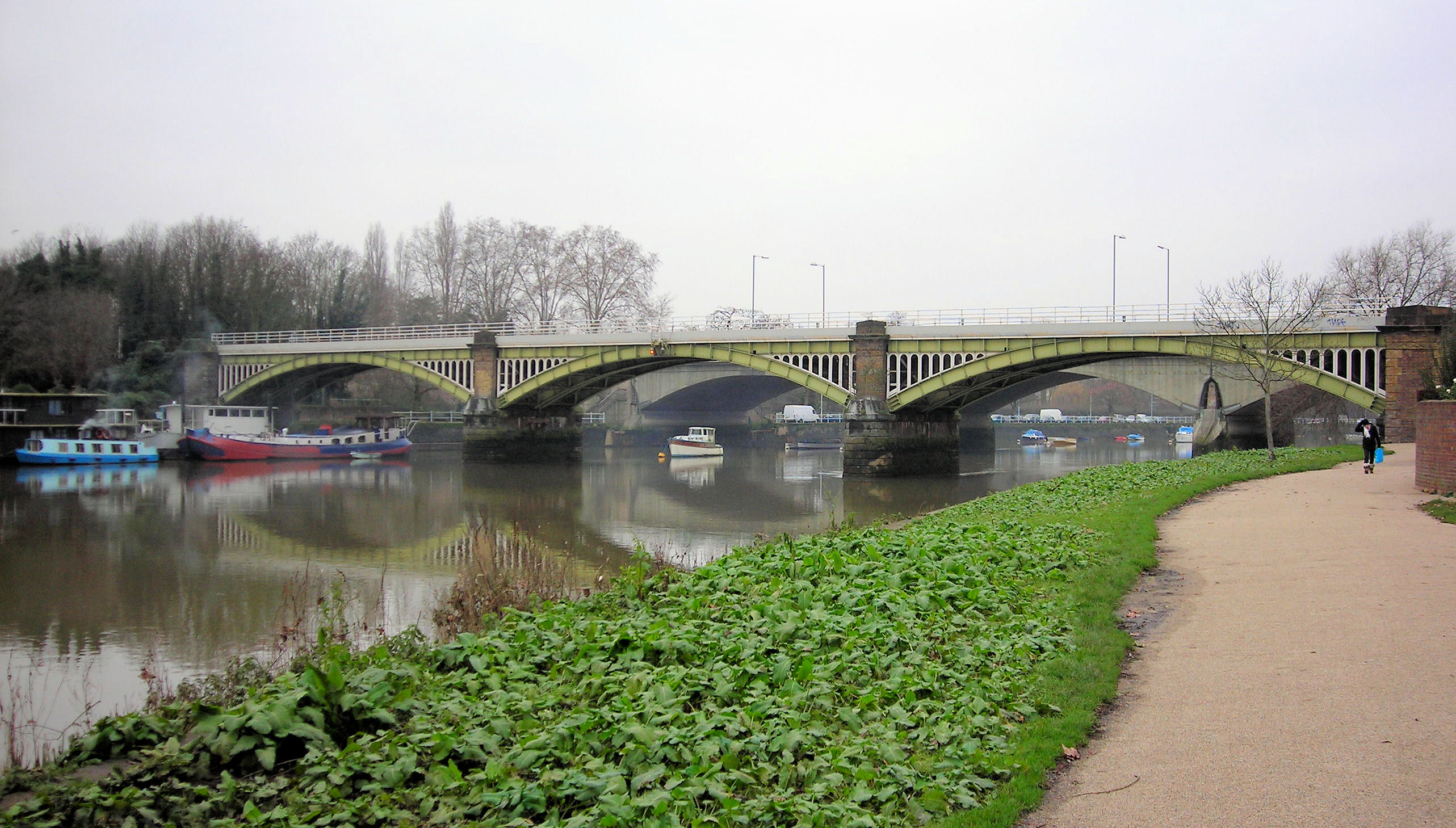
Die Richmond Railway Bridge, dahinter die Twickenham Bridge

Die Richmond Railway Bridge ist eine Eisenbahnbrücke über den Fluss Themse in London. Sie liegt an der Vorortslinie von Waterloo über Clapham Junction nach Reading, zwischen den Bahnhöfen Richmond im Nordosten und St. Margarets im Südwesten, beide im Stadtbezirk London Borough of Richmond upon Thames gelegen.
Eröffnet wurde die aus Gusseisen bestehende und von Joseph Locke entworfene Brücke am 22. August 1848 durch die London and South Western Railway. Nachdem 1891 eine ähnliche Konstruktion in Norbury eingestürzt war, gab es zunehmend Befürchtungen, dasselbe könnte auch in Richmond passieren. Schließlich entstand ab 1906 eine neue Brücke aus Stahl, die 1908 eröffnet wurde. Heute verkehren hier Züge der Bahngesellschaft South West Trains.